# Anne Charlotte Leffler
Pour les articles homonymes, voir Leffler.
Anne Charlotte Edgren-Leffler, duchesse de Caianello, née le 1er octobre 1849 à Stockholm, et morte le 21 octobre 1892 à Naples, est une écrivaine et dramaturge suédoise.

## Biographie
Anne Charlotte Leffler naît en 1849, fille de Olof Leffler, directeur d'une école élémentaire à Stockholm, et de son épouse, Gustava Leffler, qui a toujours soutenu les ambitions littéraires de sa fille. Elle fait ses études secondaires à la Wallinska skolan, à Stockholm, l'une des premières écoles de filles suédoises. Elle épouse en 1872 un juriste, Gustaf Edgren. Elle publie une pièce de théâtre, Skådespelerskan,, qui met en scène le conflit auquel fait face la personnage principale, entre la perspective artistique et le rôle traditionnel de femme et épouse, un thème récurrent dans son œuvre ultérieure. En 1887, elle voyage en Italie du Sud avec son frère aîné, Gösta Mittag-Leffler, et fait la connaissance de Pasquale Del Pezzo. Après son divorce, elle se remarie avec lui et s'installe à Naples. Leur fils Gaetano Del Pezzo (it) naît en juin 1892, mais elle meurt d'une péritonite la même année, le 21 octobre 1892 à l'âge de 43 ans.
Elle publie en 1892 une biographie de la mathématicienne Sofia Kovalevskaïa.